# Науменко, Виктор Петрович
Виктор Петрович Науменко (1921—2006) — советский военачальник, Герой Советского Союза (1945). Во время Великой Отечественной войны — командир 3-го танкового батальона 20-й танковой бригады 11-го танкового Краснознамённого корпуса 69-й армии 1-го Белорусского фронта капитан В. П. Науменко отличился в боях за освобождении Польши и на территории Германии. Генерал-майор танковых войск (21.02.1969).

## Биография

### Ранние годы
Родился 22 октября 1921 года в селе Писаревка Новосанжарского района Полтавской области в семье крестьянина. Украинец. Окончил 10-летнюю среднюю школу. С детства мечтал стать профессиональным военным.
В 1938 году призван в ряды Красной Армии. В 1940 году окончил Бакинское пехотное училище имени Серго Орджоникидзе (Баку), затем восьмимесячные курсы по переподготовке командного состава при Саратовском танковом училище. В 1940 году назначен командиром танкового взвода 13-го танкового полка 7-й танковой дивизии 6-го механизированного корпуса в местечке Хорощ (в 17 километрах западнее Белостока, ныне территория Польши).

### В годы Великой Отечественной войны

#### Отступление от западных границ
В боях Великой Отечественной войны с июня 1941 года. С первых дней боёв танкисты под прикрытием пехоты отбивали атаки противника и контратаковали сами, а ночью организованно отходили. Свои потери были очень высоки, и в итоге, когда 13-й танковый полк 7-й танковой дивизии, отступая с боями, дошёл до Бобруйска, во взводе В. П. Науменко из пяти Т-34 остался один танк. По его оценке, «немецкие танкисты откровенно побаивались наших тридцатьчетвёрок, так как они свободно пробивали броню немецких танков. От орудий же фашистов снаряды оставляли на броне Т-34 лишь царапины или вмятины».
На реке Березине продвижение немецких войск было приостановлено силами 1-й гвардейской мотострелковой дивизии, и у советских войск появилась возможность перегруппировки сил. В. П. Науменко направлен в 150-ю танковую бригаду, вооружённую боевыми машинами БТ-5, БТ-7 и Т-26. В последующих боях советские танкисты понесли значительные потери, но и сами сражались до последней возможности.
Осенью 1941 года в ночной атаке в районе города Ефремова (Тульская область) были захвачен немецкий танк Т-III, который после краткосрочного ремонта снова поставили в строй. Экипаж трофейного танка под командованием командира роты В. П. Науменко состоял из четырёх человек: командир орудия, механик-водитель, заряжающий и командир танка (он же командир роты В. П. Науменко).

#### 1942—1944
Под Мценском в марте 1942 года, где в числе других частей держало оборону подразделение В. П. Науменко, пришёл приказ о назначении его заместителем командира 3-го танкового батальона 150-й танковой бригады.
Несмотря на сложное положение на фронтах командование находило возможность отправлять перспективных офицеров с передовой на учёбу. Так В. П. Науменко в конце августа 1942 года был откомандирован в Военную академию бронетанковых войск в город Ташкент. Стажировку проходил в июле 1943 года в боях на Курской дуге.
В сентябре 1944 года после окончания академии капитан В. П. Науменко был назначен командиром 3-го танкового батальона 20-й танковой бригады 11-го отдельного танкового корпуса 1-го Белорусского фронта. В. П. Науменко участвовал во многих боях, участвовал в освобождение городов и населённых пунктов от немецко-фашистских войск.

#### На Пулавском плацдарме
Тяжёлый бой состоялся осенью 1944 года на Пулавском плацдарме на реке Висле. В образовавшийся прорыв вошла 20-я танковая бригада и, развивая наступление в направлении Радом-Томашув, овладела крупным населённым пунктом Плец.
Танковый батальон капитана В. П. Науменко получил задачу возглавить передовой отряд бригады. Батальон был усилен ротой самоходных артиллерийских установок СУ-100, зенитной батареей 37-миллиметровых пушек, танково-десантной ротой, взводом плавсредств. Силы и средства передового отряда комбат В. П. Науменко распределил так, чтобы с любого направления можно было отразить нападение противника.
В течение первого часа движения отряд не встретил противника. Но пройдя около 30-ти километров от исходного пункта, комбат и его подчинённые услышали у себя в тылу, где находились основные силы бригады, звуки боя. Оказалось, что они были неожиданно атакованы крупными силами немецких танков и пехоты.
Комбат развернул колонну в обратном направлении и, оставив вместо себя начальника штаба батальона, на головном танке развернулся к командиру бригады. Приблизившись к деревне Плец, В. П. Науменко обнаружил, что уцелевшие танки, зенитные установки, пехота и даже штаб во главе с командиром бригады отражают атаки немецких танков (около 100, по его оценке) и больших сил пехоты противника. Успех был на стороне немецких войск, так как бой шёл уже в центре деревни.
Капитан В. П. Науменко на ходу поставил задачи командирам рот: атаковать противника во фланги. Атака с ходу была стремительной и неожиданной для немецких танкистов. Советские танковые роты, используя складки местности и кустарники, вышли во фланги танкам противника и в упор расстреливали их. Отличились и расчёты САУ, которые с коротких остановок вели прицельный огонь по немецким танкам. Десантники, спешившись, прикрывали технику от пехоты противника, не давая ей приблизиться к советским танкам для прицельного выстрела фаустпатронами. Атаковавшие бригаду части немецкой 50-й танковой дивизии были вынуждены отступить.

#### Висло-Одерская операция и День Победы
За период боевых действий с 14 января по 5 февраля 1945 года 3-й танковый батальон 20-й танковой бригады под командованием капитана В. П. Науменко прошел от Вислы до Одера более 750 километров. Освобождены города Радом, Томашув, Лодзь. В этих боях комбат проявил исключительную храбрость и отвагу. Его батальон форсировал реку Радомку и разгромил тылы 25-й танковой дивизии противника.
После боёв за освобождение Варшавы батальон получил задание прорвать линию фронта, выйти в тыл противника, форсировать Одер в районе Франкфурта, овладеть плацдармом на противоположном берегу реки и удерживать его до подхода основных сил советских войск. Осуществив манёвр, танкисты вышли в район Кюстрина, где и начали переправу.
Немецкие части взорвали плотину, преграждавшую реку. Вода затопила берега, превратив всё вокруг в болото. Несмотря на это, батальон переправился на противоположный берег и захватил плацдарм.
На рассвете немецкие части двинулись вперед, пытаясь выбить советских бойцов с захваченных позиций. Десять дней танкисты удерживали плацдарм, по нескольку раз в день отражали контратаки немецких войск.
Действуя в передовом отряде, танкисты овладели городами Целлихау, Штернберг и Реппен. За это время они уничтожили 67 танков и самоходных орудий, 43 орудия, 82 миномёта, более 150 пулемётных гнезд, 132 автомашины и тягача, 142 подводы с различным имуществом, два паровоза, три военных эшелона, свыше 1600 солдат и офицеров противника. Танкисты взяли в плен 290 солдат и офицеров, захватили большие трофеи.
Указом Президиума Верховного Совета СССР от 27 февраля 1945 года «за образцовое выполнение боевых заданий командования и проявленные при этом мужество и героизм» капитану Науменко Виктору Петровичу присвоено звание Героя Советского Союза с вручением ордена Ленина и медали «Золотая Звезда» (№ 5154). Член ВКП(б)/КПСС с 1945 года.
День Победы комбат В. П. Науменко встретил в Берлине.

### Послевоенные годы
После окончания Великой Отечественной войны продолжал службу в армии. До 1949 года он проходил её в Группе советских войск в Германии на различных должностях. Затем по апрель 1950 года был начальником штаба гвардейского танкового полка на Украине, а с апреля 1950 года стал преподавателем, позднее — начальником курса в Военной академии бронетанковых войск.
С 1958 года он — заместитель командира, а затем командир 11-й гвардейской танковой дивизии. В дальнейшем являлся начальником отдела в Генеральном штабе Вооружённых Сил СССР, с августа 1967 года по май 1971 года он — начальник Омского высшего инженерно-танкового училища. В 1971 году последовало ещё одно назначение: на должность начальника военно-технической подготовки и спорта ЦК ДОСААФ СССР. Служил под руководством трижды Героя Советского Союза маршала авиации А. И. Покрышкина.
С 1976 года генерал-майор В. П. Науменко — в запасе. Затем три года работал в ЦК ДОСААФ СССР, участвовал в подготовке пополнения для армии.
Жил в Москве. Вёл военно-патриотическую работу, регулярно встречался с призывной молодёжью, школьниками. Увлечённый автолюбитель, сам ремонтировал и искусно водил «Волгу», с удовольствием трудился на даче. Вырастил, как и мечтал, плодоносящий сад.
Умер 19 сентября 2006 года. Похоронен на Николо-Архангельском кладбище.

## Награды и звания
- Герой Советского Союза (24 февраля 1945);
- орден Ленина (24 февраля 1945);
- орден Красного Знамени (19 мая 1945);
- орден Отечественной войны I степени (6 апреля 1985);
- орден Красной Звезды (30 апреля 1954);
- медали.

## Семья
Отец — Науменко Пётр Андреевич (1898—1982), крестьянин. Мать — Науменко Мария Степановна (1898—1978).
Первая супруга — Науменко Клавдия Васильевна (1922—1996). Вторая супруга — Панченко Елена Павловна (1928 г. рожд.). Сыновья: Науменко Александр Викторович (1945 г. рожд.) и Науменко Виталий Викторович (1949 г. рожд.), оба — полковники запаса.

## Память
В средней школе № 23 города Владимир есть музей боевой славы 20-й танковой Седлецкой Краснознамённой бригады, в котором представлены материалы о Герое Советского Союза В. П. Науменко.